# بايرون روبنسون
بايرون روبنسون (بالإنجليزية: Byron Robinson)‏ هو واثب حواجز ‏ أمريكي، ولد في 10 مايو 1995 في تشيسابيك في الولايات المتحدة.

## وصلات خارجية
- بايرون روبنسون على موقع الاتحاد الدولي لألعاب القوى (الإنجليزية)
- بايرون روبنسون على موقع الدوري الماسي (الإنجليزية)
- بايرون روبنسون على موقع TFRRS.org (الإنجليزية)
- بايرون روبنسون على موقع TFRRS.org (الإنجليزية)
- بايرون روبنسون على موقع أوليمبيديا (الإنجليزية)
- بايرون روبنسون على موقع اللجنة الأولمبية والبارالمبية الأمريكية (الإنجليزية)